# Una moglie americana
Una moglie americana è un film del 1965 diretto da Gian Luigi Polidoro.

## Trama
Un italiano, impiegato in una fabbrica di scarpe e infelicemente sposato, si reca negli Stati Uniti per un viaggio di affari. Arrivato a New York City, incontra un vecchio amico che ha sposato una facoltosa donna americana e, sperando di ottenere la stessa fortuna,  comincia a viaggiare in lungo e in largo per l'America.

## Curiosità
Un tema della colonna sonora, il valzer triste di Nino Oliviero, è stato ripreso da Carlo Rustichelli per la colonna sonora di Amici miei.